# 肥豬菜

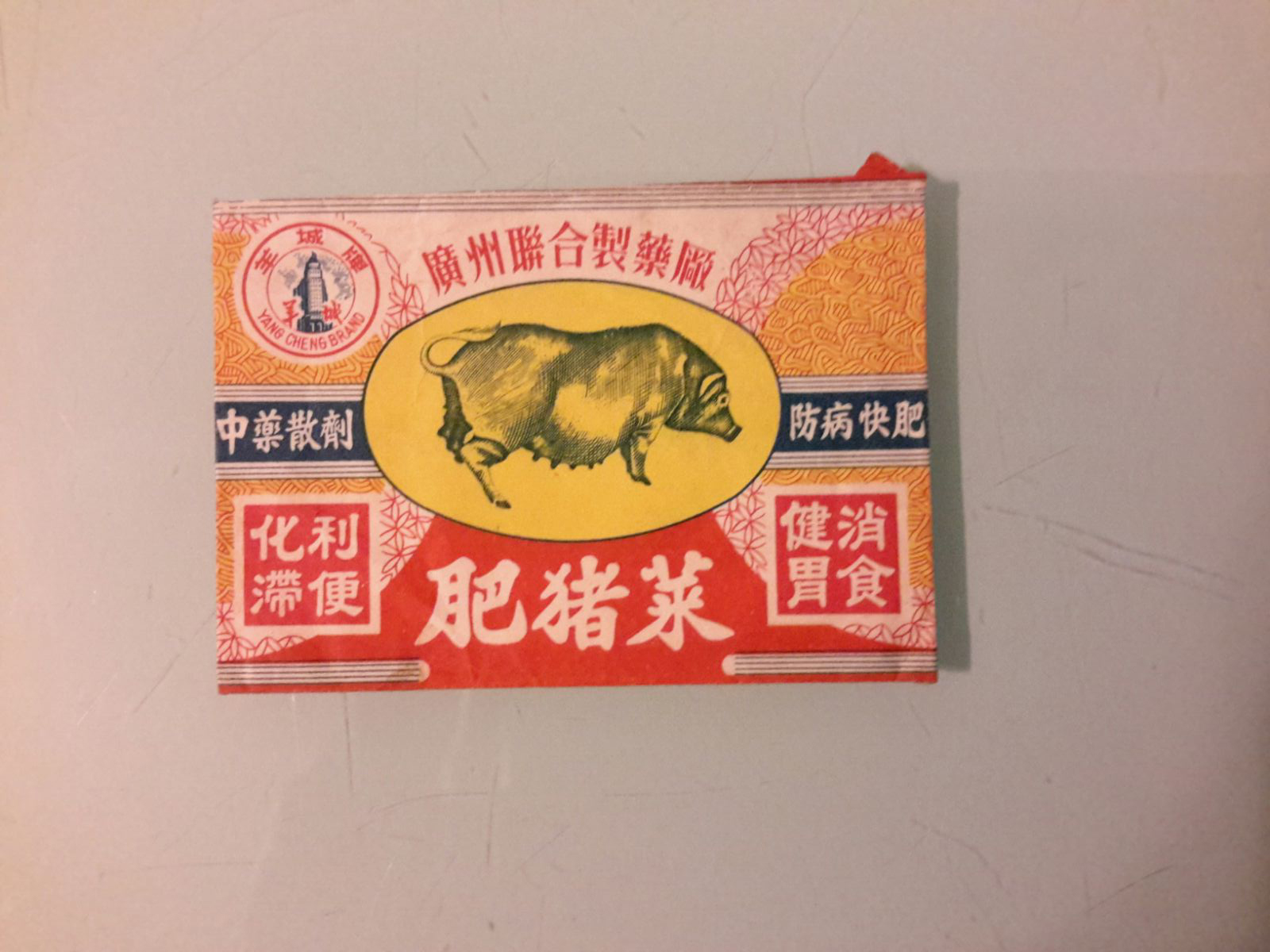
廣州聯合製藥廠之肥猪菜(1950-1960年代)

肥豬菜，又稱豬胃薬、豬胃散，是中國獸醫藥家張農林於1934年研製，主治豬腸胃病，是廣東最早的中獸藥。1940年代，張農林在香港成立「中國農林藥局」，製造的肥豬菜於广东、港、澳、新加坡、馬來亞、越南、曼谷、臺灣等地行銷。至1950年代，張農林回中國廣州設廠，續生產。廣東省中獸醫委員會的《廣東中獸醫史》＂有所提及。

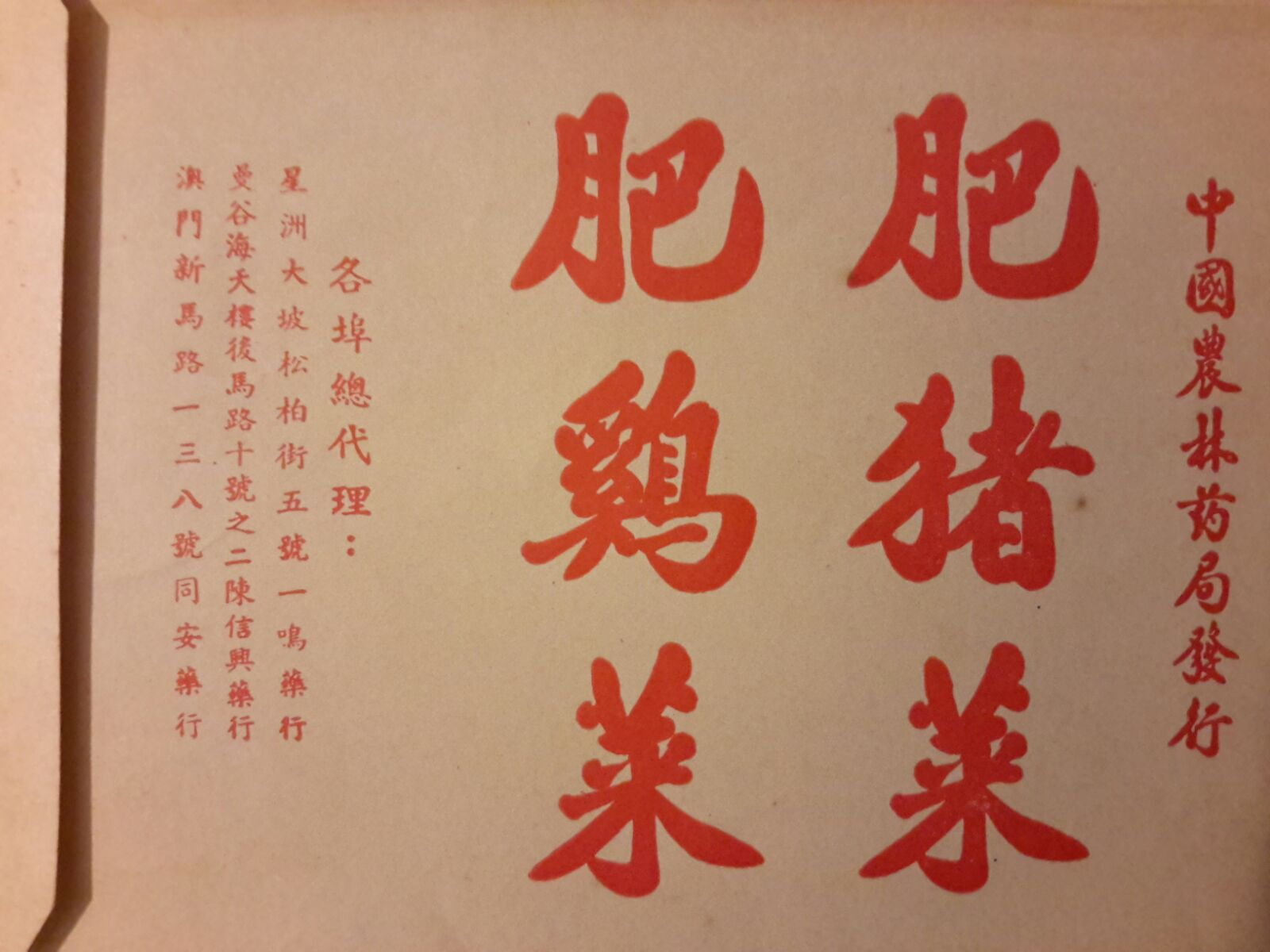
中國農林藥局發行-肥猪菜、肥雞菜包裝，當時(1950年代)於新加圾、泰國及澳門均有代理銷售。